# أوقستي جان فرانسوا غرينير
أوقستي جان فرانسوا غرينير (بالفرنسية: Auguste Jean François Grenier)‏ هو عالم حشرات فرنسي، ولد في 22 سبتمبر 1814 في ليه أنديليس في فرنسا، وتوفي في 13 يوليو 1890.